# Гриб Ігор Анатолійович
Ігор Анатолійович Гриб (1 вересня 1991, селище Криве Озеро, Миколаївська область — 2 жовтня 2024) — підполковник Збройних Сил України, учасник російсько-української війни. Лицар ордену «Богдана Хмельницького» та кавалер ордену «За мужність».

## Життєпис
Народився 1 вересня 1991 року в селищі Криве Озеро на Миколаївщині.
Проходив військову службу за контрактом з 2014 року, брав участь у боях на Савур-Могилі, в Іловайську, в обороні Мар’їнки та Красногорівки. 2021 року очолив 186 батальйон 123 окремої бригади ТрО територіальної оборони. Навесні 2022 року йому було присвоєне військове звання «підполковника».
Під час повномасштабного вторгнення його батальйон брав участь у боях на Херсонщині. 
Станом на 2024 рік проходив військову службу на посаді командира 186 окремого батальйону 123 окремої бригади ТрО Збройних Сил України.
За повідомленням ЗМІ, підполковник Ігор Гриб загинув 2 жовтня 2024 року поблизу м. Вугледар Донецької області, на момент смерті йому було 33 роки.

## Нагороди
- орден «Богдана Хмельницького» III ступеня (02.06.2023) — за особисту мужність, виявлену у захисті державного суверенітету та територіальної цілісності України, самовіддане виконання військового обов’язку[6].
- орден «За мужність» III ступеня (17.04.2024) — за особисту мужність і самовідданість, виявлені у захисті державного суверенітету та територіальної цілісності України[7].